# 渡辺弥栄司
渡辺 弥栄司（わたなべ やえじ、1917年1月20日 - 2011年）は、元通商産業省官僚、弁護士。退官後、日中経済協会、国際ビジネスコミュニケーション協会（IIBC）、ビューティフルエージング協会(BAA)の設立のほか、通産省に関係する多くの公益法人の理事などを務めたが、財団私物化疑惑が2009年に週刊誌に報じられ、92歳で理事長などの重職から退いた。

## 来歴
1917年（大正6年）、新潟県北蒲原郡中条町で10人兄弟姉妹の５番目として生まれる（実家は新潟県関川村の豪農・渡辺家の一族）。新発田の中学を卒業後、姫路高等学校 (旧制)へ進学。1939年に東京帝国大学法学部法律学科卒業後、商工省（現・経済産業省）入省。入省同期に、山本重信（通産事務次官）、日米繊維交渉でその名が挙がる柿坪精吾（日本紡績協会委員長、日東紡績社長（1967年 ~ ）、海経理事）、生駒勇（ジェトロ副理事長、共石専務、大阪通産局長）らがいた。戦時中は大日本帝国海軍での軍属勤務を経て、戦後は通産省の佐橋滋事務次官のもとで官房長をつとめた。
1963年には官房付となり、1964年に、蘭の花会議出席の名目で来日した孫平化と面会（本来の目的は、日本からビニロン製造設備を輸入するためで、孫は周恩来の密使だった）。1965年4月に貿易振興局長、同年6月から通商局長となる。
人事に関して大臣と衝突し49歳で通産省を退官、日本貿易振興機構（JETRO）パリ事務所の所長となる。日中間の経済交流促進事業に賛同する形で1972年に岡崎嘉平太らとともに日中経済協会を設立、理事長となる。同じころより、香雲流詩歌朗詠家元の室伏寿冠に師事し、室伏の漢詩朗詠会を支援する（のちに室伏は渡辺が設立した国際ビジネスコミュニケーション協会の顧問となり、その親密交際と親族の情実人事などが週刊誌で取り沙汰された）。
1970年代末に、英語検定試験の国際コミュニケーション英語能力テスト（TOEIC）事業を企画していた北岡靖男と知り合う。北岡は試験実施のための公益法人設立の許可を文部省に求めていたが難航しており、通産省に太いパイプをもつ渡辺に支援を求めた。渡辺は元通産官僚や財界人を集めて1979年にTOEIC運営委員会を設立。このときの事情を自著の中で、「当時、教育産業への参入には厳しい規制があり、いとも簡単に潰されかねなかった」ため、「一計を案じ、古巣の通産省を巻き込むことにした。貿易振興・輸出増進のために、日本企業に対し英語教育による人材の育成を図るという名目で、通産省に許可を求めた。つまり、通産省を後ろ盾にすることを考えたのである」と述べている。TOEIC運営委員会は、1986年に通産省認可の財団法人国際ビジネスコミュニケーション協会となり、自ら理事長（会長）に就任した。
1983年には南青山の青山ツインビルに渡辺弥栄司法律特許事務所（のちにグリーンヒル法律特許事務所に改名）を開業。1990年に、高齢者の余暇を支援する名目の社団法人ビューティフルエージング協会（BAA）を設立。初代会長に東京海上の渡辺文夫を置き、新日鉄の三鬼彰（元会長）、東京電力の那須翔（元会長）、丸紅の広江勲（元副会長）らを理事に会員110社を数え、のちに自ら会長となる。剣道７段、真向法という健康法の愛好者であるほか、ゴルフが趣味で、日本ゴルフ場事業協会の理事を務めるほか、ビューティフルエージング協会のゴルフ会ではBAA弥栄司杯なるものも開催していた。
2009年、写真週刊誌『フライデー』で、上述の女性漢詩朗詠家との親密交際と、その親族の不透明人事や財団の不正経理疑惑などが報じられたほか、国際ビジネスコミュニケーション協会の関連企業の所得隠しなどが発覚し、TOEIC受験料や関連書籍などで莫大な利益を上げるTOEICマネーの行方が疑問視されるに至った。
2009年2月の経済産業省による国際ビジネスコミュニケーション協会への立入検査により、高齢の渡辺の代わりに新理事長を速やかに選任するよう指示され、会長職を辞任。2011年したが、後任の会長は、上記の漢詩朗詠家の子息である室伏貴之である。
94歳で没。

## 主な関係団体
- アジア経済研究所監事
- 財団法人 世界経済情報サービス（WEIS）理事
- 一般財団法人 日中経済協会理事
- 一般財団法人 貿易研修センター（IIST）
- 一般財団法人 国際ビジネスコミュニケーション協会会長
- 一般社団法人 ビューティフル エージング協会会長
- 一般財団法人 日本システム開発研究所理事
- 一般社団法人 日本ゴルフ場事業協会（1969年設立の会員制ゴルフ場経営者団体）理事長[23]
- 特定非営利活動法人 日本知的財産翻訳協会理事
- 高度情報多機能人間集団 ルネ・ソサエティ会長

## 家族
弟に元トウペ会長の渡邉謙輔（1926年-2010年）。

## 著書
- 『125歳まで生きる』ソニー・マガジン、2003/05